# ヤマジノホトトギス
ヤマジノホトトギス（山路の杜鵑草、学名：Tricyrtis affinis ）はユリ科ホトトギス属の多年草。

## 特徴
茎は直立し、多少屈曲して高さは30-60cmになり、斜め下向きの毛が生える。葉は互生し、葉身は卵状長楕円形または狭長楕円形で長さ8-18cmになり、先端は急にとがり、基部は茎を抱く。葉の縁は多くは波打ち、縁毛があり、葉の両面とも粗い毛が散生し、基部ちかくの葉には、緑色地に濃緑色の斑状の模様がある。
花期は8-10月。花は茎先と葉腋に1-2個をつける。花柄に毛が多く、花被片は6個あり、上部が平開するが反りかえることはなく、白色で内面に紫色の斑点があり、下部に黄色の斑点がない。3個の内花被片と3個の外花被片は同長で約2cm、外花被片の方が幅が広く、外花被片の基部に袋状のふくらみがあり、花被片の外側に細毛が生える。雄蕊は6個で、花糸は互いに寄り添って立ち、上部で反り返って先端に葯を外向きつける。花糸に紫色の斑点がない。花柱の先は3つに分かれ、各枝の先はさらに2裂し、粒状の毛があり紫色の斑点がある。果実は蒴果で3稜があり、胞間裂開する。
よく似たヤマホトトギス（Tricyrtis macropoda ）は、茎先や上部の葉腋に散房花序をつけ、花被片が強く反りかえり、花糸にも紫色の斑点がある。また、セトウチホトトギス（Tricyrtis setouchiensis ）は、花被片の開き方はヤマジノホトトギスと同じだが、花被片の下部に黄色の斑点があり、花糸に紫色の斑点がある。

## 分布と生育環境
日本固有種で、北海道西南部、本州、四国、九州に分布し、山野の林内に生育する。

## 名前の由来
ホトトギス属の花被片の斑点を鳥類のホトトギス（杜鵑）の胸にある斑点になぞらえてホトトギスという。さらに、ヤマジノは「山路の」で、山路でよく出会うことからつけられた。
種小名（種形容語）affinis は、「酷似した」「近似の」「（他種と）関連のある」の意味。

## 下位分類
- シロバナヤマジノホトトギス Tricyrtis affinis Makino f. albida (Makino) Okuyama[7] - 白花品種。
  - チュウゴクホトトギス Tricyrtis chiugokuensis Koidz. - 本州の中国地方・近畿地方、四国から報告され、1932年に新種として記載されたが、後にヤマジノホトトギスまたはヤマホトトギスの変種とされた。現在はヤマジノホトトギスの一型とされ[3]、T. chiugokuensis は、T. affinis のシノニムとされている [8]。

## ギャラリー

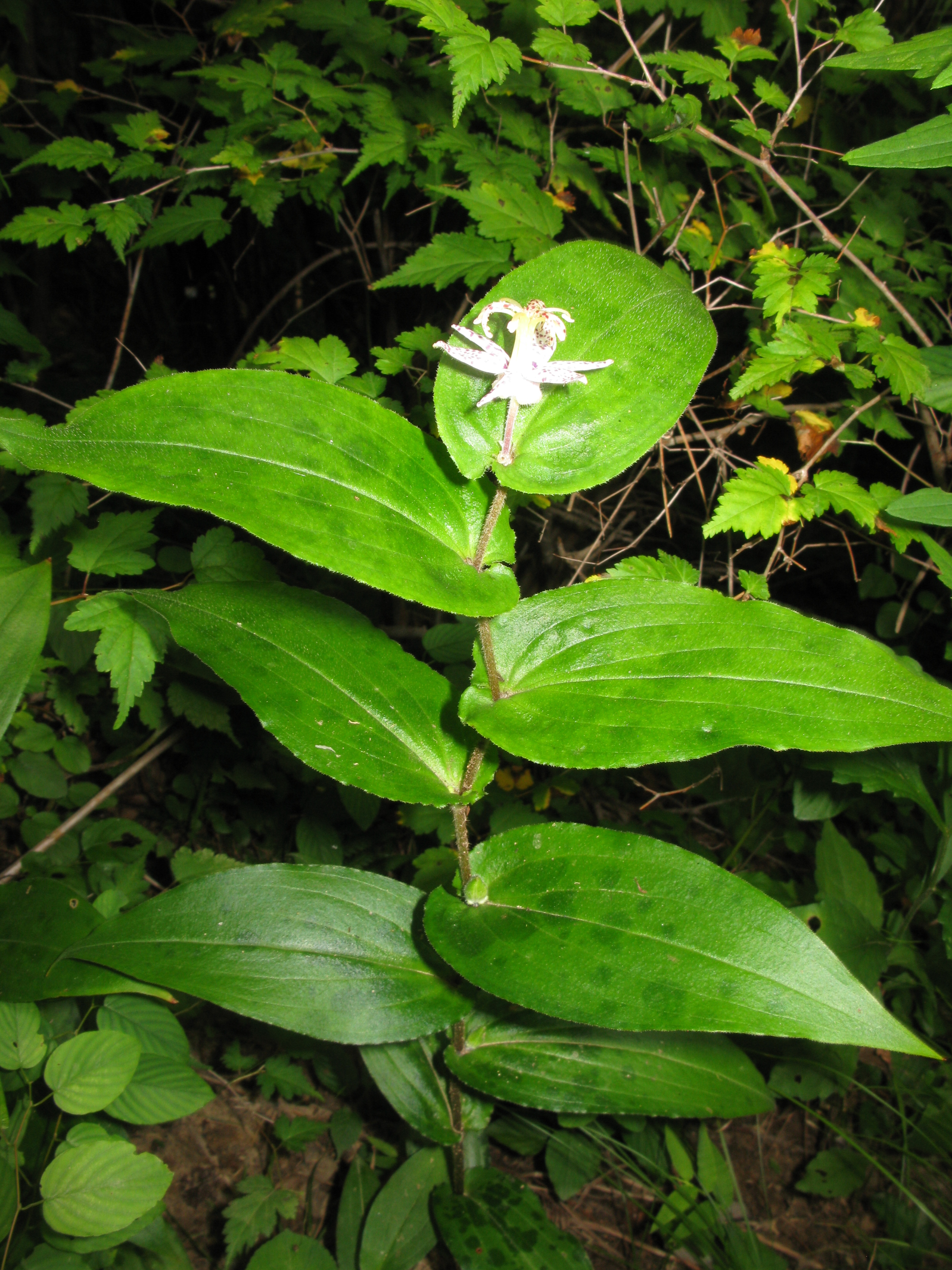
葉の基部は茎を抱き、葉に班状の模様がある。
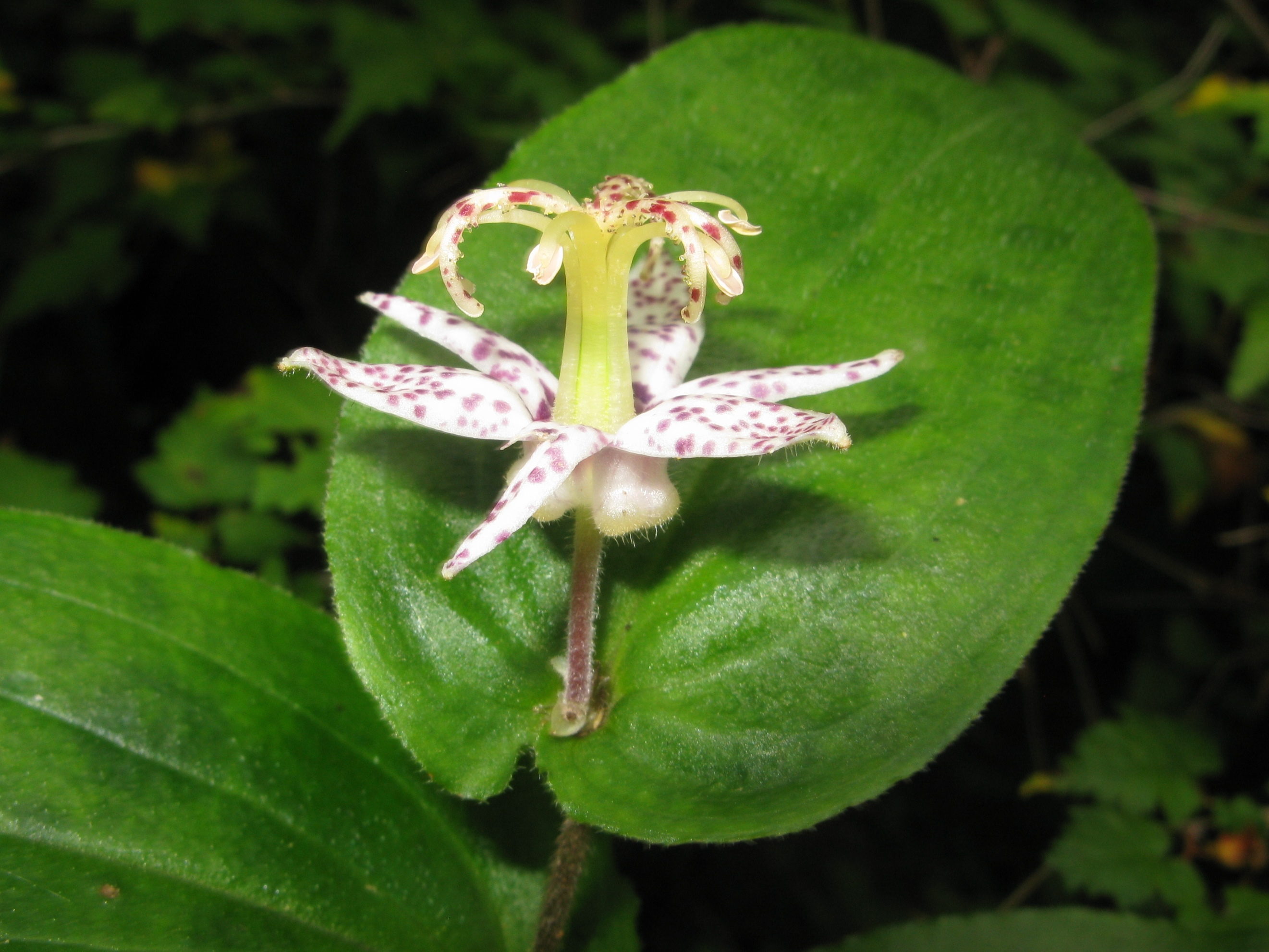
花被片は上部が水平に開き、花被片の外面に細毛がある。
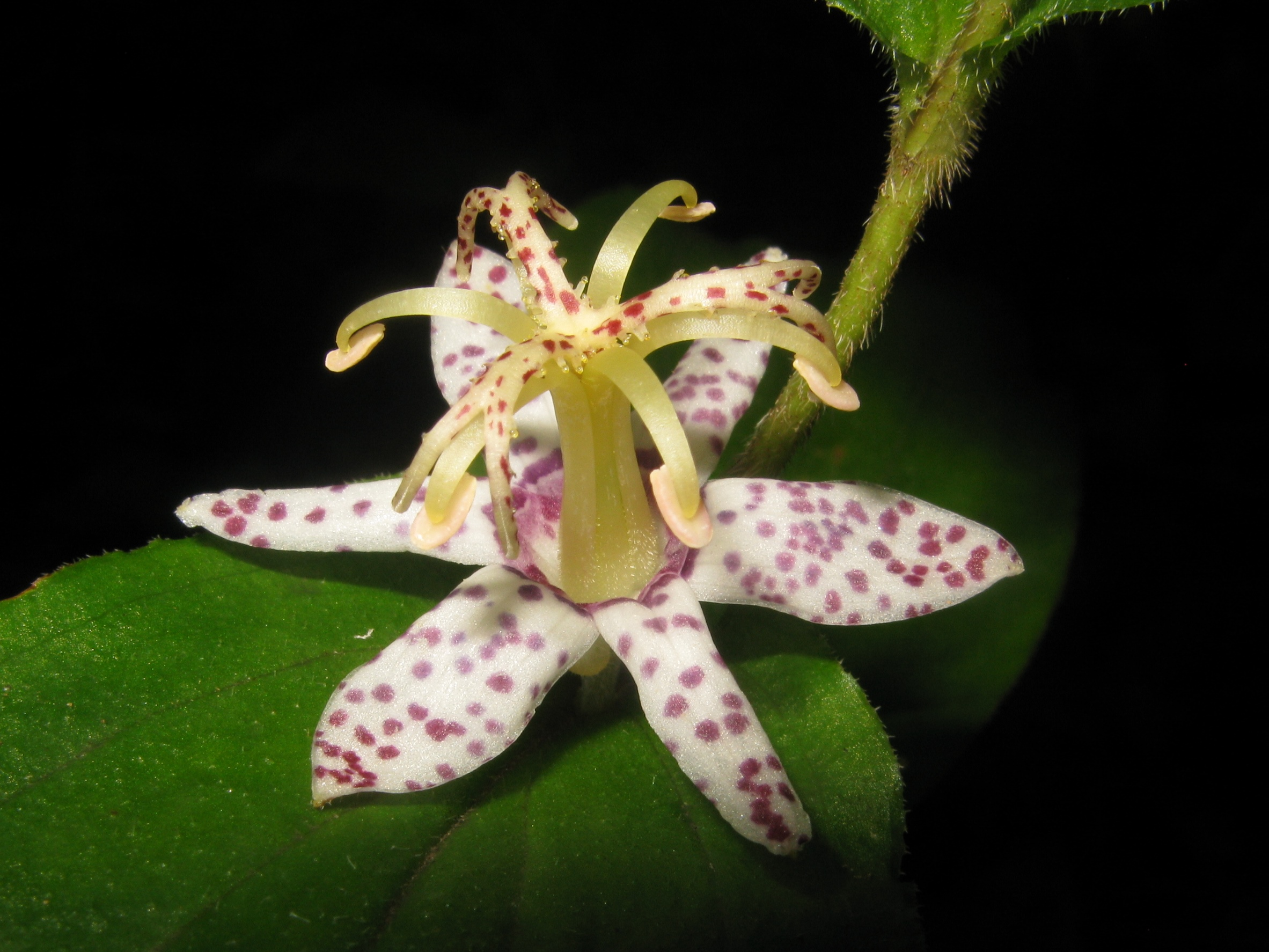
内外花被片の幅がちがう。花糸に斑点がない。